# Sponsored magazine
Een sponsored magazine (ook wel klantenindingstijdschrift) is een tijdschrift dat oogt als een onafhankelijke uitgave, maar in feite reclame is. Het wordt gemaakt door of in opdracht van een bedrijf, dat het laatste woord heeft over de inhoud.
De bedoeling van een sponsored magazine is om (potentiële) klanten een positief beeld van een bedrijf (of bedrijfstak) te geven door deze wervende verhalen hierover aan te bieden. Positieve informatie en perspectieven worden benadrukt, negatieve informatie vermeden. In plaats van zakelijk informatief, wordt de inhoud van sponsored magazines verhalend aangeboden. Zo wordt geprobeerd een band met de (eventuele) klant te creëren. Tevens probeert een bedrijf de lezer van een sponsored magazine doorgaans warm te maken voor haar huisstijl, door middel van de grafische vormgeving van het blad.
Sponsored magazines worden voornamelijk gemaakt door bedrijfsjournalisten en/of reclamebureaus die dezelfde functie invullen.
Een voorbeeld is het blad Allerhande van de Nederlandse supermarktketen Albert Heijn.